# NGC 822
NGC 822 est une galaxie elliptique située dans la constellation du Phénix. NGC 822 a été découverte par l'astronome britannique John Herschel en 1834.

## Caractéristiques
Sa vitesse par rapport au fond diffus cosmologique est de5 259 ± 22 km/s, ce qui correspond à une distance de Hubble de 77,6 ± 5,4 Mpc (∼253 millions d'al).
À ce jour, quatre mesures non basées sur le décalage vers le rouge (redshift) donnent une distance de 65,475 ± 17,814 Mpc (∼214 millions d'al), ce qui est à l'intérieur des valeurs de la distance de Hubble.

## Groupe de NGC 862
La galaxie NGC 822 fait partie d'un trio de galaxies, le groupe de NGC 862. L'autre galaxie du trio est ESO 298-008.
D'autre part, NGC 822 et ESO 298-008 forment une paire de galaxies.